# آرنو بروک
آرنود آدریانوس ماریا «آرنو» بروک (متولد ۲۹ ژوئیه ۱۹۶۸) سیاستمداری هلندی است که از سال ۲۰۱۷ به عنوان کمیساریای پادشاه در فریسلند فعالیت می‌کند. او یکی از اعضای حزب مردم برای آزادی و دموکراسی (VVD)است. وی همچنین قبلاً به عنوان خدمت شهردار از Sneek را ۲۰۰۳–۲۰۱۰ و شهردار از دوردرخت از سال ۲۰۱۰ تا ۲۰۱۷.
آرنو بروک یکی از سه سیاستمدار آشکارا همجنسگراست که به عنوان کمیسر کینگ فعالیت می‌کند.

## نشان‌ها
| افتخارات   |                                    |             |               |           |
| نوار روبان | افتخار و احترام                    | کشور        | تاریخ         | اظهار نظر |
|            | نشان افتخار فرقه مزار مقدس اورشلیم | قدمگاه مقدس |               |           |
|            | نشان افتخار اورنج-ناسائو           | هلند        | ۲۴ فوریه ۲۰۱۷ |           |